# استیون وایتینگ
استیون وایتینگ (انگلیسی: Stephen Whiting؛ زادهٔ ۱۴ سپتامبر ۱۹۶۷) ژنرال نیروی فضایی ایالات متحده آمریکا است، که از سال ۲۰۲۴ فرماندهی فضایی ایالات متحده آمریکا را برعهده دارد.
وایتینگ فعالیت نظامی را از سال ۱۹۸۹ در نیروی هوایی ایالات متحده آمریکا آغاز کرد، از ۲۰۰۹ تا ۲۰۱۱ فرماندهی بال ۲۱ فضایی را برعهده داشت، در فاصله سال‌های ۲۰۱۳ تا ۲۰۱۵ جانشین فرمانده مرکز جنگ نیروی هوایی بود و از ۲۰۱۵ تا ۲۰۱۷ به‌عنوان مدیر عملیات یکپارچه هوافضا و فضای سایبری فرماندهی فضایی نیروی هوایی فعالیت می‌کرد. 
وی در فاصله سال‌های ۲۰۱۷ تا ۲۰۱۹ جانشین فرماندهی بخش فضایی نیروی مشترک بود و با حفظ سمت فرماندهی نیروی هوایی چهاردهم را برعهده داشت، از ۲۰۱۹ تا ۲۰۲۰ به‌عنوان جانشین فرماندهی فضایی نیروی هوایی آمریکا فعالیت می‌کرد و در فاصله سال‌های ۲۰۲۰ تا ۲۰۲۴ فرماندهی عملیات فضایی را برعهده داشت.